# リトル・エル
『リトル・エル』 (Little L)は、2001年のジャミロクワイの楽曲。

## 概要
- 日本でのリリースはイギリスより5日早かった[1]。どの国よりも一番早い発売であった(後述の「発売履歴」参照)。
- リーダーのジェイ・ケイの交際が上手く行かず、もう小さな愛(Little L)でしか愛せなくなってしまった気持ちが歌われている[2](詳細はアルバム「ファンク・オデッセイ」の「背景」参照)。
- この曲はネガティブな歌詞を含むが、それとは反対に交際が上手くいっている時のポジティブな曲は「ユー・ギヴ・ミー・サムシング」である。このためこれら２つの曲はしばしば対比的に扱われたが、現実では二人は既に破局していたため、リトル・エルを歌うジェイ・ケイの姿の方が記事の見出しに使われ、テレビでも頻繁に取り上げられた。結果として商業的に売れたのは「リトル・エル」の方である。

## ミュージックビデオ
- 監督はステファン・セドゥヌイ、撮影場所はパリ、振付師はグラディーズ、着用した蛍光付きジャージはモダン・アミューズメント社が制作[3]。
- この楽曲の発売前に蛍光細工がある服を着てロンドンのクラブに躍りに行った時服が映えた為、蛍光部分を大きくした服を衣裳として作成した[2]。顔にも蛍光塗料を塗って紫外線ライトを顔に当てて撮影した[3]。
- 帽子はアメリカ先住民のウォーボンネットのような形が純銀の棒で作られており、棒は１本千ポンド以上し、重量も重い[2]。本楽曲を収めたアルバム「ファンク・オデッセイ」のジャケット写真でもこの帽子が被られている。

## 売上ランキングと受賞歴
| 国別チャート(2001–2002)                  | 最高順位 |
| ---------------------------------------- | -------- |
| オーストラリア (ARIA)                    | 14       |
| Australian Club Chart (ARIA)             | 2        |
| オーストリア (Ö3 Austria Top 40)         | 53       |
| ベルギー (Ultratop 50 Flanders)          | 40       |
| ベルギー (Ultratop 50 Wallonia)          | 17       |
| Canada (Nielsen SoundScan)               | 7        |
| Europe (Eurochart Hot 100)               | 12       |
| フィンランド (Suomen virallinen lista)   | 5        |
| フランス (SNEP)                          | 22       |
| ドイツ (GfK Entertainment charts)        | 56       |
| Hungary (Mahasz)                         | 6        |
| アイルランド (IRMA)                      | 16       |
| Ireland Dance (IRMA)                     | 7        |
| イタリア (FIMI)                          | 2        |
| オランダ (Dutch Top 40)                  | 40       |
| オランダ (Single Top 100)                | 51       |
| ニュージーランド (Recorded Music NZ)     | 44       |
| ノルウェー (VG-lista)                    | 20       |
| Portugal (AFP)                           | 5        |
| スコットランド (Official Charts Company) | 6        |
| スペイン (PROMUSICAE)                    | 1        |
| スウェーデン (Sverigetopplistan)         | 42       |
| スイス (Schweizer Hitparade)             | 17       |
| UK シングルス (OCC)                      | 5        |
| UK ダンス (OCC)                          | 6        |
| US Dance Club Songs (Billboard)          | 2        |
| US Dance Singles Sales (Billboard)       | 24       |

| 国別チャート(2001)           | 最高順位 |
| ---------------------------- | -------- |
| オーストラリア クラブ (ARIA) | 17       |
| カナダ (Nielsen SoundScan)   | 92       |
| イギリス (OCC)               | 97       |

| 国/地域                          | 認定   | 認定/売上数 |
| -------------------------------- | ------ | ----------- |
| イギリス (BPI)                   | Silver | 200,000     |
| 認定のみに基づく売上数と再生回数 |        |             |

## 発売履歴
| 国・地域       | 日付          | 販売媒体形式                     | レーベル                               | 脚注   |
| -------------- | ------------- | -------------------------------- | -------------------------------------- | ------ |
| イギリス       | 2001年7月     | プロモーション版                 | Sony Soho Square                       | [ 35 ] |
| 中央ヨーロッパ | 2001年7月     | プロモーション版                 | Sony Soho Square                       | [ 35 ] |
| 日本           | 2001年8月8日  | CD                               | ソニーミュージック、エピック・レコード | [ 1 ]  |
| イギリス       | 2001年8月13日 | 12インチ盤レコード CD カセット   | Sony Soho Square                       | [ 36 ] |
| オーストラリア | 2001年8月13日 | CD                               | Sony Soho Square Columbia              | [ 37 ] |
| アメリカ合衆国 | 2001年8月28日 | コンテンポラリー・ヒット・ラジオ | Sony Soho Square Epic                  | [ 38 ] |

## トラック・リスト
日本盤CDシングル
1. リトル・エル (radio edit)
2. リトル・エル (Boris Dlugosch Mix)
3. リトル・エル (Boris Dlugosch Dob)
4. リトル・エル (Bob Sinclair Mix)